# Giardino d'inverno (Napoli)

Il Giardino d'Inverno era un edificio realizzato nel 1857 e collocato a ridosso della Villa Reale (oggi Villa comunale di Napoli), utilizzato come luogo di ritrovo, che ospitava spazi dedicati alla musica e al teatro, con sale da ballo e Caffè. La struttura in stile moresco, costituita da un grande ambiente poligonale con parti in ferro e vetro, fu realizzata su proposta dell'architetto Marco Aurelio Castaldi. Nel 1871 l'edificio era già diventato fatiscente a causa delle mareggiate, e dal momento che veniva a trovarsi nell'area dove sarebbe stata successivamente realizzata Via Caracciolo, fu demolito verso il 1871-1872.